# Submarino (tortura)

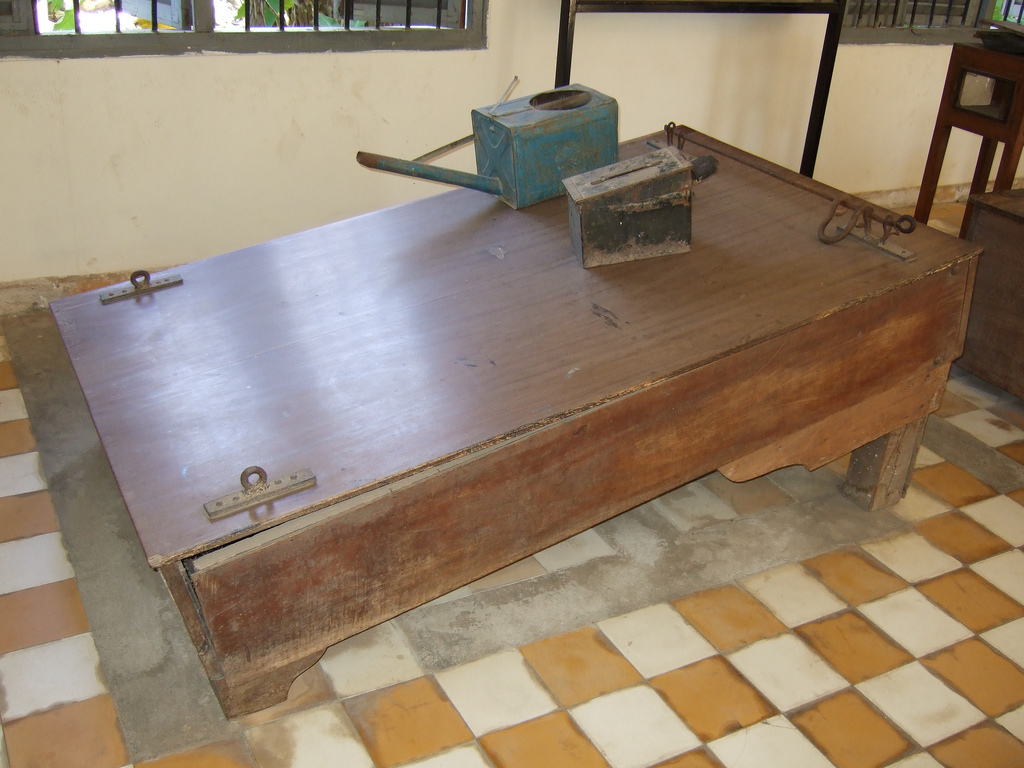
Herramienta de tortura en el Museo de los Crímenes Genocidas Tuol Sleng

El submarino es una forma de tortura aplicada en cárceles de diversos países como método para lograr extraer información a los reos.

## Tipos
El submarino presenta dos variantes: el "submarino seco" y el "submarino mojado":
- El submarino seco consiste en colocar una funda plástica en la cabeza del sujeto, hasta que su propia respiración lo ahoga.
- El submarino mojado consiste en maniatar al reo e introducirlo de cabeza en un tanque con agua salada, orina u otro líquido, con las piernas suspendidas hacia arriba hasta que empieza a ahogarse. Esta tortura también puede incluir descargas eléctricas inducidas por cables conectados a un enchufe o, en su defecto, a un foco.

## Por país

### Estados Unidos
Se usó en el marco de la Guerra contra el terrorismo por parte de Estados Unidos. Trajo gran controversia con las Naciones Unidas, exigiendo el cierre de Guantánamo y el fin del uso de "técnicas de interrogatorio mejoradas", un eufemismo para referirse a la tortura. En 2006, se limitaron las prácticas aceptables dentro del Ejército de los Estados Unidos a aquellas dentro del Manual de Campo del Ejército, prohibiendo de facto la tortura; sin embargo, ya que esta era llevada a cabo mayormente por la CIA, no supuso gran diferencia. Cuando, en 2008, una enmienda de Dianne Feinstein fue aprobada por el Congreso de los Estados Unidos para forzar a la CIA a restringirse también a las prácticas contempladas en el Manual de Campo del Ejército, el entonces presidente, George W. Bush, apoyado por John McCain, la vetó.
Durante los debates de confirmación de Gina Haspel como directora de la CIA, su trabajo como directora de un centro extrajudicial en Vietnam donde se practicó esta práctica de tortura fue un importante tema de debate. Su negativa a clasificarlo como tortura llevó a John McCain a pedirle a sus compañeros del Partido Republicano de los Estados Unidos que votaran en su contra; sin embargo, acabó siendo aceptada con 54 votos a favor y 45 en contra.

### Argentina
Utilizadas durante el Proceso de Reorganización Nacional en Argentina por las fuerzas armadas. Fue uno de los tantos métodos de tortura llevados a cabo contra los militantes de izquierda detenidos durante la última dictadura del país.

### Israel
En marzo de 2024, en el marco de la guerra Israel-Gaza, un informe de la Agencia de Naciones Unidas para los Refugiados de Palestina en Oriente Próximo (UNRWA) afirmó que algunos de sus empleados habían sido presionados para confesar una falsa relación con Hamás mientras estuvieron detenidos por el ejército israelí. Estas presiones incluyeron distintos tipos de torturas como severas palizas, la técnica conocida como submarino y amenazas contra la seguridad de sus familiares.